# Alajuelita (Kanton)

Lage des Kantons in der Provinz San José

Alajuelita ist ein Kanton in der Provinz San José in Costa Rica mit 85.047 Einwohnern. Die Hauptstadt heißt Alajuelita. Der Kanton ist in die fünf Distrikte Alajuelita, San Josecito, San Antonio, Concepción und San Felipe gegliedert.

## Geografie
Alajuelita ist eine gebirgige Landschaft. Die höchste Erhebung ist der Cerro Rabo de Mico mit einer Höhe von 2428 m.